# IC 4623
IC 4623 — галактика типу Sc (компактна спіральна галактика) у сузір'ї Геркулес.
Цей об'єкт міститься в оригінальній редакції індексного каталогу.